# Agranulocyt

Monocyt (40x) v rozetřeném krevním preparátu (okolo červené krvinky); všimněte si, že neobsahuje granula

Agranulocyt je obecně bílá krvinka, která ve své cytoplazmě neobsahuje specifická granula, tedy jisté zrnité váčkovité útvary. Tím se liší od granulocytů. To však neznamená, že by neobsahovaly žádná granula; u některých agranulocytů se totiž běžně vyskytují tzv. azurofilní váčky (0,05–0,25 µm v průměr). Buněčné jádro bývá kulovité nebo mírně ledvinité.
K základním dvěma typům agranulocytů patří:
- Monocyt – migruje z krve do dalších tkání a diferencuje se na makrofágy či dendritické buňky
- Lymfocyty – nástroje adaptivní imunity, dělí se na mnoho podskupin s rozličnými funkcemi v imunitním systému